# Roadracing-VM 1995
Världsmästerskapen i Roadracing 1995 arrangerades av Internationella motorcykelförbundet och innehöll klasserna 500GP, 250GP och 125GP i Grand Prix-serien samt Superbike, Endurance och Sidvagn. VM-titlar delades ut till bästa förare och till bästa konstruktör. Grand Prix-serien kördes över 13 omgångar.
| Klass     | Mästare individuellt                           | Mästare konstruktörer |
| --------- | ---------------------------------------------- | --------------------- |
| 500GP     | Mick Doohan (Honda)                            | Honda                 |
| 250GP     | Max Biaggi (Aprilia)                           | Aprilia               |
| 125GP     | Haruchika Aoki (Honda)                         | Honda                 |
| Superbike | Carl Fogarty (Ducati)                          | Ducati                |
| Endurance | Stéphane Mertens, Jean Michel Mattioli (Honda) | -                     |
| Sidvagn   | Darren Dixon/Andy Hetherington (Windle-ADM)    | -                     |

## 500 GP
Mästare för andra året i rad blev Mick Doohan efter sju delsegrar. 

### Delsegrare
| Bana           | Vinnare       | Märke  |
| -------------- | ------------- | ------ |
| Eastern Creek  | Mick Doohan   | Honda  |
| Shah Alam      | Mick Doohan   | Honda  |
| Suzuka         | Daryl Beattie | Suzuki |
| Jerez          | Alberto Puig  | Honda  |
| Nürburgring    | Daryl Beattie | Suzuki |
| Mugello        | Mick Doohan   | Honda  |
| Assen          | Mick Doohan   | Honda  |
| Le Mans        | Mick Doohan   | Honda  |
| Donington Park | Mick Doohan   | Honda  |
| Brno           | Luca Cadalora | Yamaha |
| Rio de Janeiro | Luca Cadalora | Yamaha |
| Buenos Aires   | Mick Doohan   | Honda  |
| Barcelona      | Àlex Crivillé | Honda  |

### Slutställning
| Placering | Förare          | Team                | Poäng |
| --------- | --------------- | ------------------- | ----- |
| 1         | Mick Doohan     | Repsol Honda        | 248   |
| 2         | Daryl Beattie   | Lucky Strike Suzuki | 215   |
| 3         | Luca Cadalora   | Marlboro Yamaha     | 176   |
| 4         | Àlex Crivillé   | Repsol Honda        | 166   |
| 5         | Shinichi Itoh   | Repsol Honda        | 127   |
| 6         | Loris Capirossi | Marlboro Honda      | 108   |
| 7         | Alex Barros     | Kanemoto Honda      | 104   |
| 8         | Alberto Puig    | Fortuna Honda       | 99    |
| 9         | Norifumi Abe    | Marlboro Yamaha     | 81    |

## 250GP
Italienaren Max Biaggi, Aprilia, tog sin andra raka VM-titel efter hela åtta Grand Prix-segrar.
|    | Grand Prix     | Bana          | Segrare         | Motorcykel |
| -- | -------------- | ------------- | --------------- | ---------- |
| 1  | Australien     | Eastern Creek | Ralf Waldmann   | Honda      |
| 2  | Malaysia       | Shah Alam     | Max Biaggi      | Aprilia    |
| 3  | Japan          | Suzuka        | Ralf Waldmann   | Honda      |
| 4  | Spanien        | Jerez         | Tetsuya Harada  | Yamaha     |
| 5  | Tyskland       | Nürburgring   | Max Biaggi      | Aprilia    |
| 6  | Italien        | Mugello       | Max Biaggi      | Aprilia    |
| 7  | TT Assen       | Assen         | Max Biaggi      | Aprilia    |
| 8  | Frankrike      | Le Mans       | Ralf Waldmann   | Honda      |
| 9  | Storbritannien | Donington     | Max Biaggi      | Aprilia    |
| 10 | Tjeckien       | Brno          | Max Biaggi      | Aprilia    |
| 11 | Rio de Janeiro | Jacarepagua   | Doriano Romboni | Honda      |
| 12 | Argentina      | Buenos Aires  | Max Biaggi      | Aprilia    |
| 13 | Europas        | Catalunya     | Max Biaggi      | Aprilia    |

### Slutställning
| Plats | Förare               | Land      | Motorcykel | Team | Poäng |
| ----- | -------------------- | --------- | ---------- | ---- | ----- |
| 1     | Max Biaggi           | Italien   | Aprilia    |      | 283   |
| 2     | Tetsuya Harada       | Japan     | Yamaha     |      | 220   |
| 3     | Ralf Waldmann        | Tyskland  | Honda      |      | 203   |
| 4     | Tadayuki Okada       | Japan     | Honda      |      | 136   |
| 5     | Jean-Philippe Ruggia | Frankrike | Honda      |      | 115   |
| 6     | Nobuatsu Aoki        | Japan     | Honda      |      | 105   |

Totalt tog 32 förare VM-poäng.

## 125GP
Den yngste Aokibrodern, Haruchika Aoki, Honda, vann sin första VM-titel överlägset efter sju Grand Prix-segrar.

### Delsegrare
|    | Grand Prix     | Bana          | Segrare         | Motorcykel |
| -- | -------------- | ------------- | --------------- | ---------- |
| 1  | Australien     | Eastern Creek | Haruchika Aoki  | Honda      |
| 2  | Malaysia       | Shah Alam     | Garry McCoy     | Honda      |
| 3  | Japan          | Suzuka        | Haruchika Aoki  | Honda      |
| 4  | Spanien        | Jerez         | Haruchika Aoki  | Honda      |
| 5  | Tyskland       | Nürburgring   | Haruchika Aoki  | Honda      |
| 6  | Italien        | Mugello       | Haruchika Aoki  | Honda      |
| 7  | TT Assen       | Assen         | Dirk Raudies    | Honda      |
| 8  | Frankrike      | Le Mans       | Haruchika Aoki  | Honda      |
| 9  | Storbritannien | Donington     | Kazuto Sakata   | Aprilia    |
| 10 | Tjeckien       | Brno          | Kazuto Sakata   | Aprilia    |
| 11 | Rio de Janeiro | Jacarepagua   | Masaki Tokudome | Aprilia    |
| 12 | Argentina      | Buenos Aires  | Emilio Alzamora | Honda      |
| 13 | Europas        | Catalunya     | Haruchika Aoki  | Honda      |

### Slutställning
| Plats | Förare           | Land     | Motorcykel | Team | Poäng |
| ----- | ---------------- | -------- | ---------- | ---- | ----- |
| 1     | Haruchika Aoki   | Japan    | Honda      |      | 224   |
| 2     | Kazuto Sakata    | Japan    | Aprilia    |      | 140   |
| 3     | Emilio Alzamora  | Spanien  | Honda      |      | 129   |
| 4     | Akira Saito      | Japan    | Honda      |      | 127   |
| 5     | Dirk Raudies     | Tyskland | Honda      |      | 124½  |
| 6     | Stefano Perugini | Italien  | Aprilia    |      | 118   |

Totalt tog 31 förare VM-poäng.